# 全缘琴叶榕
全缘琴叶榕（学名：Ficus pandurata var. holophylla）为桑科榕属下的一个变种。

## 扩展阅读
- 維基物種上的相關：全缘琴叶榕